# ترسيب بالرش المهبطي

مخطط جهاز الترسيب بالرش المهبطي

الترسيب بالرش المهبطي (Sputter Deposition) وهي تقنية تستخدم في صناعة مواد أقراص التخزين الجديدة وتحديداً أشرطة التخزين المغناطيسية وأفلام التخزين الرقيقة المفرغة، وتنطوي هذه العملية في إطلاق أيونات الآرغون على ركيزة من فيلم البوليمر مما يؤدي إلى إنتاج طبقات من جزيئات الكريستال المغناطيسي.

## اقرأ أيضاً
- رش مهبطي